# NYSE Euronext
NYSE Euronext è stato un gruppo mondiale di mercati borsistici nato nel 2007 dalla fusione tra la Borsa di New York NYSE (New York Stock Exchange), e il gruppo di borse europee Euronext. Il NYSE Euronext è stato, fino al suo scioglimento, il principale mercato borsistico mondiale.
Euronext è una delle principali borse valori dell'Europa, sorta dalla fusione delle borse di Parigi, Amsterdam, Bruxelles, Lisbona e del LIFFE (London International Financial Futures and Options Exchange, poi divenuta ICE Futures Europe).
NYSE completò l'acquisizione di Archipelago Holdings, ottenuta attraverso un double dummy il 7 marzo 2006 per una quantità di 10 miliardi di dollari per creare NYSE Group. NYSE Group si è fuso con Euronext il 4 aprile 2007.
Il gruppo NYSE Euronext è stato acquistato da IntercontinentalExchange, il quale ha annunciato l'intenzione di scorporare e mettere in vendita la parte europea Euronext.

## Mercati
I principali mercati borsistici dove operava il NYSE Euronext erano:
- Bruxelles, Belgio — Euronext Bruxelles
- Parigi, Francia — Euronext Parigi
- Amsterdam, Paesi Bassi — Euronext Amsterdam
- Lisbona, Portogallo — Euronext Lisbona
- Londra, Regno Unito — Euronext LIFFE
- Chicago, Stati Uniti d'America — NYSE Arca (anticamente Archipelago)
- New York, Stati Uniti d'America — NYSE, Sede Centrale
- San Francisco, Stati Uniti d'America — NYSE Arca (anticamente Pacific Exchange)